# Pitagora
Pitagora (grč. Πυθαγόρας, otok Sam, oko 582. – Mezopotamija oko 496. pr. Kr.) često se prikazuje kao prvi "pravi" matematičar. On je vrlo važna osoba koja je doprinijela razvoju matematike, iako u biti znamo malo o njegovom matematičkom radu. Za razliku od mnogih kasnijih grčkih matematičara, od kojih imamo očuvanu bar neku knjigu koju su napisali, nije sačuvano ništa od Pitagorinih djela. Skupina učenjaka koju je vodio, napola religijska a napola znanstvena, slijedila je načelo tajanstvenosti, zbog čega nam je danas Pitagora tako tajanstvena osoba. Ipak, neke detalje iz Pitagorinog života znamo zahvaljujući njegovim ranim biografijama koje se oslanjaju na važne originalne izvore i koje svjedoče o Pitagori kao božanskoj osobi. Neki povjesničari ove podatke smatraju samo zanimljivim legendama, ali ono što je sigurno je činjenica da su ove biografije zaista vrlo stare. 

## Životopis
Pitagora je rođen na grčkom otoku Samosu, kao sin bogatog i zaslužnog trgovca s kojim je mnogo putovao. Na tim se putovanjima mladi Pitagora susreo s mnogim učiteljima i misliocima iz onog vremena koji su ga poučavali filozofiji i znanosti. Jedan od tih učitelja bio je i glasoviti Tales iz Mileta. Kaže se da je Pitagora posjetio Talesa u Miletu kada mu je bilo između 18 i 20 godina. U to je vrijeme Tales bio star čovjek i njegova su otkrića utjecala da se Pitagora još više zainteresira za matematiku i astronomiju, te je savjetovao Pitagoru da otputuje u Egipat gdje će još više naučiti o područjima koja ga zanimaju.
Otprilike 535. pr. Kr. Pitagora je otputovao u Egipat. Tamo je sudjelovao u mnogim filozofskim raspravama sa svećenicima i učenjacima. Nakon ritualne svečanosti, i sam Pitagora je postao hramski svećenik u Diospolisu. Ideje koje će kasnije propovijedati na svojoj školi u Italiji zasigurno imaju korijene u egipatskim hramovima: na primjer, tajnovitost egipatskog svećenstva, njihovo odbijanje jedenja boba, odbijanje oblačenja odjeće koja se dobiva od kože životinja, njihov zavjet čistoće itd... Sve je to utjecalo kasnije na rituale, strogost i tajnovitost Pitagorejske škole.
Nakon 10 godina boravka u Egiptu, Perzijsko Carstvo je napalo i okupiralo Egipat. Kao i mnogi njegovi suvremenici, Pitagora je odveden kao ratni zarobljenik u Babilon. Tamo je mnogo naučio o njihovoj religiji, znanosti i kulturi. Nakon 5 godina zarobljeništva, 520. god. pr. Kr. vraća se na Samos. U biografijama nigdje ne stoji kako se to Pitagora oslobodio zarobljeništva u Babilonu. Na Samosu osniva školu, pod nazivom "polukrug", koja je i stoljećima kasnije mještanima otoka služila kao okupljalište mislioca. Međutim, zbog metoda, strogosti i načina mišljenja koje su bile vrlo slične onima koje je naučio u Egiptu, stanovnici sa Samosa, naučeni na drugačiji način mišljenja, nisu bili zadovoljni Pitagorinim poučavanjem. Zato je otplovio u južnu Italiju, u grad Krotonu (današnja Crotona, na peti talijanske "čizme") gdje je stekao mnoge sljedbenike. Ustanovio je matematičku školu u kojoj su učenici obdržavali stroga pravila družbe. Školu danas nazivamo Pitagorejskom školom, a njegove sljedbenike Pitagorejcima. Društvo se sastojalo od dva kruga: unutrašnji krug činili su učitelji i matematičari, a vanjski učenici. Članovi unutranjeg kruga, među kojima je bio i sam Pitagora, nisu imali privatnog vlasništva, morali su biti vegetarijanci i živjeti u zajednici. Članovi vanjskog kruga nisu morali biti vegetarijanci, mogli su imati privatno vlasništvo i stanovali su u vlastitim kućama. I muškarci i žene su mogli postati članovi Društva, nekoliko sljedbenica Pitagorejki kasnije su postale poznati filozofi. 

## Pitagorejska škola
U Pitagorejskoj školi naglasak je bio na tajnosti i zajedništvu, tako da je danas teško odgonetnuti što je rad samog Pitagore, a što njegovih učenika. Ono što je sigurno, je da je njegova škola dala velik doprinos matematici. No, Pitagorejci nisu radili matematiku u atmosferi kakvu mi danas imamo u školama i na fakultetima. Nije bilo zadataka koje bi trebalo riješiti, nije bilo otvorenih problema s kojima bi se trebalo uhvatiti u koštac, niti su oni pokušavali formulirati matematičke izjave kako to današnji matematičari rade.
Pitagorejce su zanimale osnove matematike, pojam broja, trokuta i ostalih matematičkih likova, te apstraktna ideja dokaza. Drugim riječima, Pitagorejce je zanimalo sve ono što se danas nama čini toliko poznato da se o tome nema što razmišljati. Pitagora je vjerovao da se sve relacije i odnosi mogu svesti na operacije s brojevima, da se sve oko nas i cijeli svemir može objasniti brojevima. Do toga su zaključka došli nakon mnogih opažanja u glazbi, matematici i astronomiji.
Poznato je Pitagorino opažanje da žice glazbala proizvode tonove u harmoniji kada su koeficijenti duljina tih žica cijeli brojevi. Pitagora je jako pridonio stvaranju matematičke teorije muzike. Bio je vrstan glazbenik, svirao je liru i koristio je glazbu kao sredstvo liječenja bolesnika (muzikoterapija).
Pitagora je proučavao svojstva prirodnih brojeva koja su i dan danas poznata, kao na primjer parni i neparni brojevi, savršeni brojevi itd. Po njemu, svaki broj ima čak i svoje osobine: muški i ženski, savršen ili nepotpun, lijep ili ružan. Postojao je i najbolji od svih brojeva: broj 10, kojeg su prepoznali kao zbroj prva četiri prirodna broja (1 + 2 + 3 + 4 = 10).
Naravno, mi danas pamtimo Pitagoru po poznatom Pitagorinom poučku. Iako je taj poučak nazvan po Pitagori, on je bio poznat još i starim Babiloncima 1000 godina prije nego što se Pitagora rodio. Naime, Pitagora nije prvi otkrio Pitagorin teorem (kako to mnogi brzopleto govore), već je Pitagora bio prvi koji je dokazao taj teorem i zato se on naziva Pitagorin poučak. Po nekima, kada je Pitagora dokazao taj teorem, bogovima u čast je žrtvovao vola što su ga prosvijetlili.

## Dostignuća Pitagorine škole
Evo poznatijih tvrdnji koje su dokazali Pitagorejci: 
- Zbroj kutova u trokutu jednak je kao dva prava kuta.
- Kvadrat na hipotenuzi jednak je zbroju kvadrata na ostale dvije stranice u pravokutnom trokutu (Pitagorin poučak). Primijetimo ovdje da Pitagorejcima "kvadrat" nije označavao množenje duljine stranice sa samom sobom, već je označavao jednostavno geometrijski lik kvadrat konstruiran na stranici. Činjenica da je zbroj dva kvadrata jednak trećemu, značila je da se dva kvadrata mogu izrezati na likove od kojih se može složiti jedan kvadrat koji je sukladan kvadratu nad hipotenuzom.
- Otkriće iracionalnih brojeva. Pitagorejci su čvrsto vjerovali da se sve može prikazati u obliku broja, pri čemu je svaki broj kvocijent dva cijela broja. Međutim, kada su pokušali izmjeriti hipotenuzu jednakokračnog pravokutnog trokuta, došli su do zaključka da se ona ne može prikazati kao kvocijent dva cijela broja i to ih je užasnulo. Zapravo, činjenica da postoje brojevi koji se ne mogu prikazati kao omjer dva prirodna broja toliko ih je osupnula da su tu tvrdnju čuvali u dubokoj tajnosti kako ne bi izašla na vidjelo.
- Pet pravilnih geometrijskih tijela (Platonova tijela). Smatra se da je sam Pitagora znao kako konstruirati prva tri pravilna tijela, ali ne i posljednja dva.
- U astronomiji je Pitagora poučavao da je Zemlja kugla u središtu Svemira. On je također prepoznao da se Mjesečeva putanja nalazi pod kutom u odnosu na ekvator. On je također bio jedan od prvih koji je primijetio da je Venera kao večernja zvijezda bila isti planet kao Venera kao jutarnja zvijezda.

## Filozofija
Pitagora je također bio i veliki filozof. U skladu s njegovim vjerovanjima o brojevima, geometriji i astronomiji, imao je filozofske nazore da je cijeli svijet sastavljen od suprotnosti, tj. suprotnih parova; zatim da su sve postojeće stvari sastavljene od oblika, a ne od materijalne tvari, a da je duša broj koji se samostalno pokreće i reinkarnira dok ne dođe do potpunog očišćenja (do kojeg se dolazi kroz intelektualne i obredne vježbe strogih Pitagorejaca).
Što se moralnog života Pitagorejaca tiče, i tu su imali svoja pravila. Pitagora je, naime, njegovao i promicao prijateljstvo, nesebičnost i iskrenost.

## Pitagorina smrt
Ne zna se točan datum i okolnosti Pitagorine smrti. Legenda kaže da je Pitagorejsku školu napao zao i okrutan grof iz Krotona koji je želio ući među Pitagorejce, ali mu je zahtjev odbijen zbog njegove zle naravi te da su Pitagorejci morali potražiti utočište u bijegu. Pitagora je također pobjegao iz Krotona u Metapontium i mnogi autori se slažu da je vjerojatno tamo i umro. Neki čak sumnjaju u samoubojstvo iz očaja jer je napadnuto njegovo Bratstvo.
I nakon Pitagorine smrti Pitagorejska škola je još dugo bila na okupu. Nakon 500. god. pr. Kr. škola se sve manje bavila znanošću, a sve više politikom i zato se uskoro rascjepkala na grupice. Godine 460. pr. Kr. škola je naprasno zatvorena, a od Pitagorejaca nam je ostao do danas bogat plod njihovog izučavanja astronomije, aritmetike i geometrije.

## Poveznice
- Filozofija
- Filolaj
- Arhita